# 1068 هـ
1068 هـ هي سنة في التقويم الهجري امتدت مقابلةً في التقويم الميلادي بين سنتي 1657 و1658.

## وفيات
- حاجي خليفة